# 무나나
무나나(프랑스어: Mounana)는 가봉 오트오고웨 주에 위치한 도시로, 인구는 약 8,000명이다. 1958년부터 1990년대까지 우라늄 채굴 산업의 중심지였지만 광산은 현재 폐쇄된 상태이며 지금은 농업이 주를 이룬다.